# Kondottiär

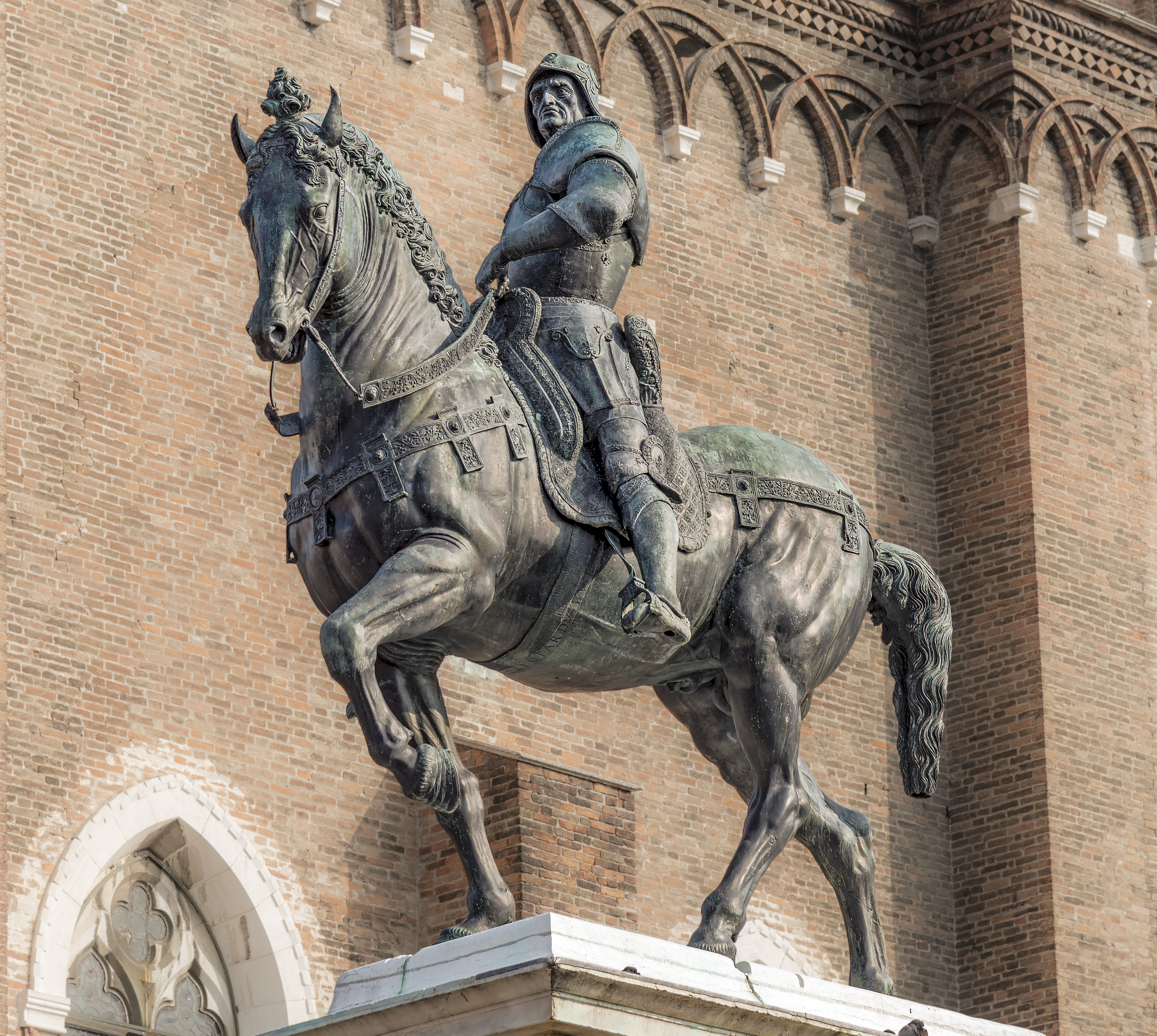
Kondottiären Bartolomeo Colleoni, ryttarstaty av Andrea del Verrocchio

Kondottiär (av italienskans condotta "legotrupp"), var en italiensk legotruppsanförare från senmedeltid till mitten av 1500-talet. Termen kan användas nedsättande för den som anses skrupelfri, utan moral och utför vilka tjänster som helst åt dem som betalar bäst. Kondottiärerna var vanligen beridna riddare i rustning. Deras stridssätt blev i praktiken obsolet då lätta understödsvapen, till exempel kanoner, kom i bruk på slagfälten.
Kondottiärerna värvade själva soldater och erbjöd sedan olika furstar sina tjänster. Flera av dem lyckades skapa egna mäktiga dynastier, som t.ex. Sforza i Milano.